# Microsoft SharePoint Workspace
Microsoft SharePoint Workspace (precedentemente noto come Microsoft Office Groove 2007) è stato un software sviluppato da Microsoft che offriva la possibilità di creare e gestire uno spazio di lavoro virtuale in cui i dipendenti di un'azienda potevano condividere informazioni, interagire attraverso chat, lavorare sia online che offline. 
Inizialmente fu sviluppato da Ray Ozzie, creatore di Lotus Notes per la Groove Networks, fino all'acquisizione della compagnia da parte di Microsoft, nel marzo 2005.
L'applicazione è stata disponibile fino alla versione 2010 della suite Microsoft Office.